# Iain Hume
Iain Hume (Edinburgh, 30 oktober 1983) is een in Schotland geboren Canadees voormalig profvoetballer die als aanvaller speelt.

## Clubloopbaan
Hume speelde zes jaar voor Tranmere Rovers en stond vervolgens drie jaar onder contract bij zowel Leicester City als Barnsley. Die laatste club verhuurde hem aan Preston North End dat hem vervolgens contracteerde maar ook weer tweemaal verhuurde. In 2014 speelde Hume in de Indian Super League voor Kerala Blasters FC. Hij keerde terug bij Tranmere Rovers en speelt ook in het tweede seizoen van de ISL bij Atlético de Kolkata. Vervolgens speelde hij in Spanje voor SD Ponferradina in de Segunda División A om daarna voor een derde keer terug te keren in de ISL. In januari 2017 ging Hume voor Extremadura UD spelen. In India speelde Hume nog voor Kerala Blasters en Pune City waar hij in 2019 zijn loopbaan besloot.

## Interlandloopbaan
Namens Canada speelde Hume op het Wereldkampioenschap voetbal onder 20 - 2001 en 2003. Ook nam hij deel aan de CONCACAF Gold Cup 2003, 2005 en 2007.

## Erelijst
- Football League One: 2012/13
- Indian Super League: 2016